# Сааре (Ноароотсі)
Са́аре (ест. Saare küla, швед. Lyckholm) — село в Естонії, у волості Ляене-Ніґула повіту Ляенемаа.

## Населення
Чисельність населення на 31 грудня 2011 року становила 24 особи.

## Географія
Село розташоване на півострові Ноароотсі (Noarootsi poolsaar) на відстані 38,5 км від Хаапсалу та 3,5 км на схід від Пюрксі.
На північ від населеного пункту лежить озеро Сутлепа (Sutlepa meri).

## Історія
З 1998 року для села затверджена друга офіційна назва шведською мовою — Lyckholm.
До 21 жовтня 2017 року село входило до складу волості Ноароотсі.